# زايكوفو (سفيردلوفسك)
زايكوفو (بالروسية: Зайково) هي مدينة في مقاطعة سفيردلوفسك أوبلاست في روسيا.
يبلغ عدد سكانها حوالي 4693 نسمة.